# 抬头寺镇
抬头寺镇，是中华人民共和国山東省德州市德城区下辖的一个乡镇级行政单位。

## 行政区划
抬头寺镇下辖以下地区：
中心社区、蕴丰社区、抬头寺社区、吉祥社区、清源社区、绿洲社区、和谐社区、幸福社区、发展社区、望湖社区、福民社区、民丰社区、双赢社区、钱屯社区和王坤社区。